# Подать
По́дать — прямой налог в пользу государства или феодала. Государственная подать в России взымалась до реформы 1861 года.

## История
Термин «подать», после введения в 1724 году подушной подати, заменил термин «тягло», но слово «тягло» употреблялось как условная единица обложения в XVIII—XIX веках.

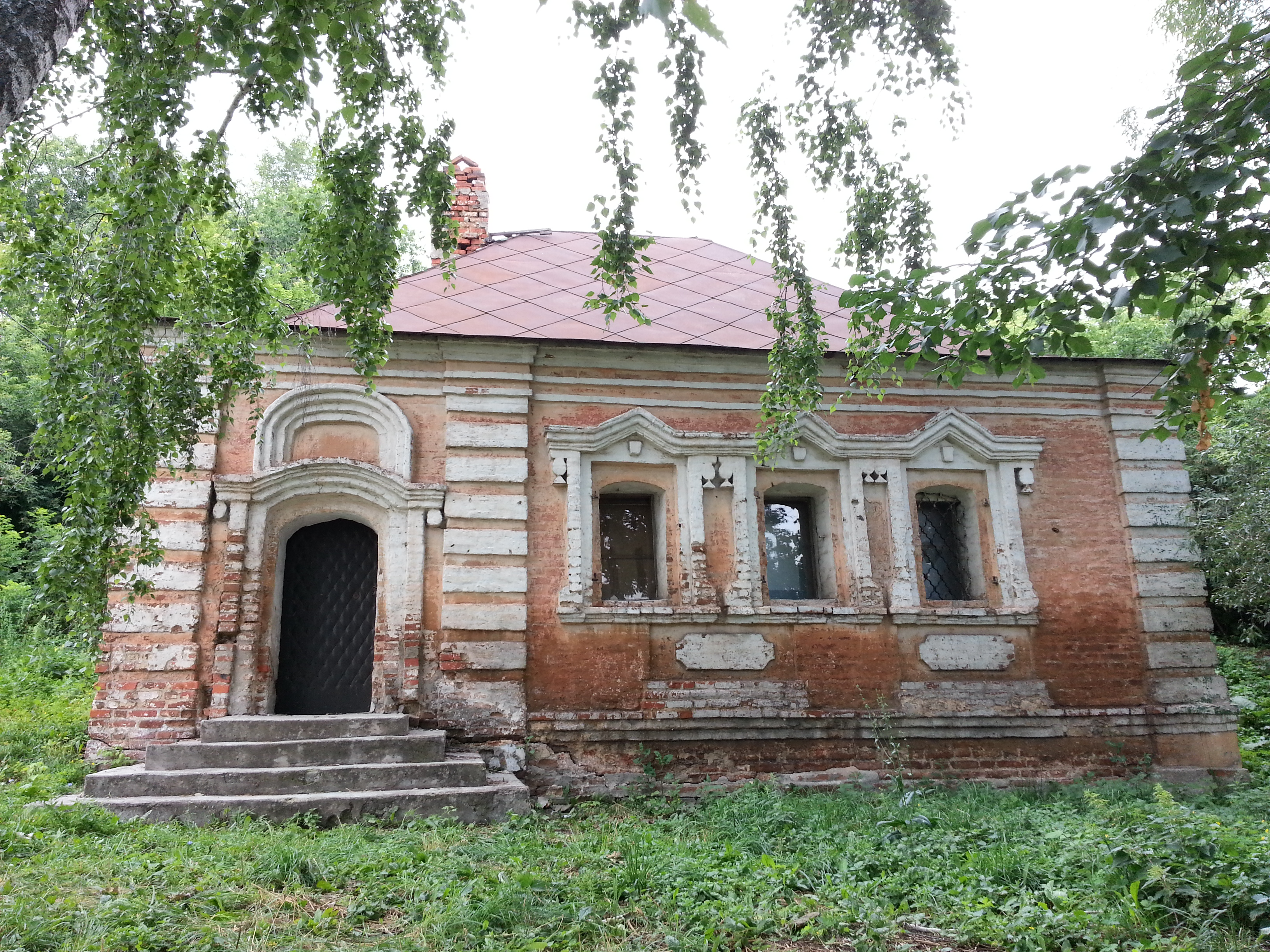
«Податная изба» — памятник XVIII века федерального значения в городе Михайлов Рязанской области. Единственный сохранившейся в России памятник такого рода

Подать была распространена при феодализме, в частности в средневековой Руси — это совокупность платежей в княжескую (позднее государственную) казну, то же что и «тягло», в этом смысле подать упоминается с начала XV века.
В феодальное время от податей частично освобождалось население привилегированных светских и церковных вотчин. В XV—XVII веках подати платились с определённых оплатных единиц (обжа, соха, живущая четверть), с 1768 года — со двора. В другом источнике указано что 5 сентября 1679 года правительством России было решено все старые прямые подати данные, стрелецкие, ямские и полоняничные отставить «до валовых писцов» и брать вместо всех них по одному рублю 30 копеек с двора в стрелецкий приказ.
В 1718 году Пётр Великий ввёл подушную подать, от которой были освобождены только дворяне, несшие действительную службу, и духовенство; единицей обложения стала «душа» мужского пола.
В XVI веке круг лиц, освобождённых от податей, расширился за счёт неслужилого дворянства и купечества. Плательщиками податей остались мещане в городах и крестьяне в сельской местности, которые и составляли «податные сословия» — характерную черту позднего феодализма в России.
В 1808 году на крестьян Беловежской пущи Гродненской губернии была наложена зверина подать — подать (налог) в речных бобрах, куницах и т. п.; сложена в 1831 году.